# Tom McMahon
Thomas Stephen McMahon, detto Tom (Helena, 12 luglio 1969), è un allenatore di football americano statunitense attualmente coordinatore degli special team dei Las Vegas Raiders nella National Football League (NFL). In precedenza è stato allenatore per oltre dieci anni nel college football della NCAA, prevalentemente con Utah State, per poi passare tra i professionisti allenando negli Atlanta Falcons, nei St. Louis Rams, nei Kansas City Chiefs, negli Indianapolis Colts e nei Denver Broncos.

## Carriera da allenatore

### Inizi
McMahon ha iniziato la sua carriera da allenatore nel 1992 come allenatore dei defensive back per i Carroll Fighting Saints della sua alma mater, il Carroll College. Ha poi lavorato come assistente alla Bozeman High School nel 1993 prima di tornare alla Carroll nel 1994 nel suo precedente ruolo. Ha trascorso undici anni con gli Utah State Aggies – prima come assistente laureato dal 1995 al 1997, poi come allenatore dei linebacker e degli special team dal 1998 al 2000, infine come allenatore della linea difensiva e coordinatore del reclutamento dal 2001 al 2005. Nel 2006 è stato allenatore degli outside linebacker e degli special team per i Louisville Cardinals.

### Atlanta Falcons
Nel 2007, McMahon ha iniziato la sua carriera nella NFL come assistente coordinatore degli special team per gli Atlanta Falcons.

### St. Louis Rams
Dal 2009 al 2011 ha lavorato come coordinatore degli special teams per i St. Louis Rams.

### Kansas City Chiefs
Nel 2012 ha ricoperto il ruolo di coordinatore degli special team per i Kansas City Chiefs.

### Indianapolis Colts
Dal 2013 al 2017 McMahon è stato il coordinatore degli special team per gli Indianapolis Colts.

### Denver Broncos
Dal 2018 al 2021, McMahon è stato il coordinatore degli special team per i Denver Broncos.

### Las Vegas Raiders
Il 7 febbraio 2022 McMahon diventò il coordinatore degli special team dei Las Vegas Raiders sotto il capo-allenatore Josh McDaniels. Rimase nel ruolo anche dopo che McDaniels fu licenziato a metà stagione 2023 e sostituito da Antonio Pierce e poi ancora con l'arrivo di Pete Carroll nel 2025.

## Vita privata
McMahon e sua moglie, Kim, hanno tre figli. Il figlio Emmett, soprannominato "Mitt", è un produttore dello show di Pat McAfee, The Pat McAfee Show, e produttore esecutivo del podcast sul gioco d'azzardo sportivo Hammer DAHN. La loro figlia, Quincy, è una calciatrice del San Diego Wave Fútbol Club della National Women's Soccer League (NWSL).